# تورستن ستينزيل
تورستن ستينزيل (بالألمانية: Torsten Stenzel)‏ هو منتج أسطوانات ودي جيه وملحن ألماني، ولد في 27 سبتمبر 1971 في باد هومبورغ (فور در هوهه) في ألمانيا.

## وصلات خارجية
- الموقع الرسمي
- تورستن ستينزيل على موقع ميوزك برينز (الإنجليزية)
- تورستن ستينزيل على موقع أول ميوزيك (الإنجليزية)
- تورستن ستينزيل على موقع ديسكوغز (الإنجليزية)